# 谢恩·帕蒂纳马
谢恩·帕蒂纳马（英語：Shayne Elian Jay Pattynama，1998年8月11日—）是出生于荷兰的印尼足球运动员，司职后卫。目前效力挪威足球超级联赛俱乐部維京，同时也代表印度尼西亚国家足球队。